# K.G. Ossiannilsson

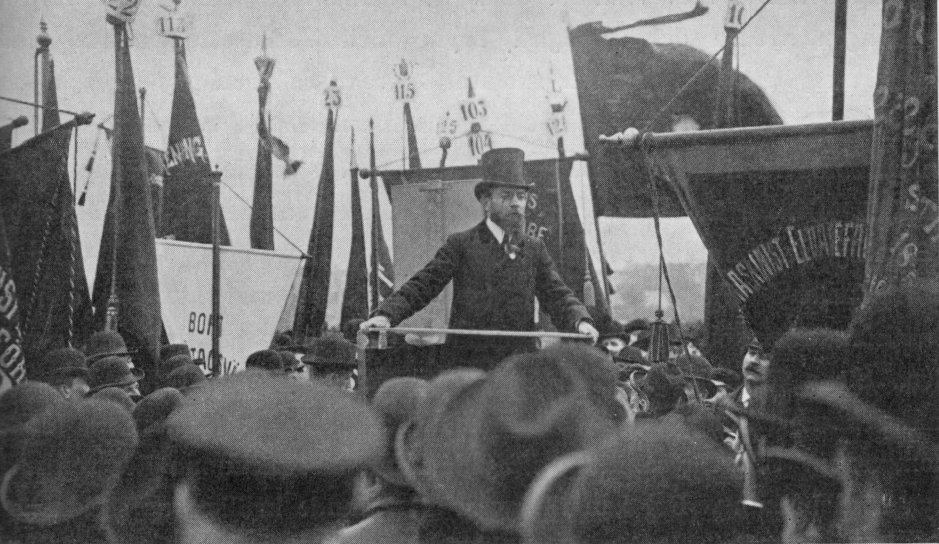
K.G. Ossiannilsson talar vid en 1 maj-demonstration på Gärdet i Stockholm 1906.

Karl Gustav Ossiannilsson, ursprungligen Karl Gustav Ossian Nilsson, född 30 juli 1875 i Lund, död 14 mars 1970 i Rystad, var en svensk författare och översättare.

## Biografi
Ossiannilsson debuterade som författare 1895 med boken Förteckning på i svenska språket förekommande umbärliga främmande ord och uttryck som innehållsligt var precis det som titeln anger. Han blev känd för en bredare läsekrets först genom sina 1900–1901 publicerade diktsamlingar Fem dikter, Masker och Hedningar. Han ändrade sitt ursprungliga efternamn Nilsson, först till Ossian-Nilsson (vilken namnform han använde fram till 1914), sedan till Ossiannilsson. Debutboken tillkom under Ossiannilssons studietid vid Lunds universitet (1894–1897) där han tog en filosofie kandidat Efter sin examen försörjde han sig 1897–1901 som informator och lärare i privatskola.
Karl Gustav Ossiannilsson valdes till Socialdemokratiska ungdomsförbundets första ordförande då det bildades 1903 men han lämnade posten redan 1904 efter en kritisk artikel av Bengt Lidforss i tidningen Arbetet. Artikeln kritiserade Ossiannilsson som författare till propagandaskriften Är du nöjd med din ställning (1904) på ett sådant sätt att Ossiannilsson inte ansåg att han kunde sitta kvar som ordförande i det socialdemokratiska ungdomsförbundet.
De följande åren upprättade Ossiannilsson stegvis ett allt större avstånd till socialdemokratin och med det klassiska boken Barbarskogen gjorde han en våldsam uppgörelse med partiet. Han kom 1928 att istället ansluta sig till Sveriges nationella ungdomsförbund. Han lämnade förbundet vid andra världskrigets utbrott och författade den anti-nazistiska dikten ”Till en förtryckare”.
Karl Gustav Ossiannilsson gifte sig den 23 juni 1905 med fil.kand. Naëmi Sofia Mariana Arnman (1879–1961) och efter hennes död ingick han ett andra äktenskap med sin hushållerska Vivi Eklund. I det första äktenskapet föddes sönerna Frej Ossiannilsson, Sölve Ossiannilsson och Folke Dovring. I och med äktenskapet med Naëmi byggde de äkta makarna huset Fröstad vid Linghem öster om Linköping.
Förutom böcker och noveller skrev Ossiannilsson manus till filmerna En ung mans väg (1919) samt När seklet var ungt (1944). Dessutom skrev han musiken till den sistnämnda. Han skrev även texter till musikaliska verk, bland annat skrev han texten till Sveriges flagga.
Han fick också uppdraget att skapa ritus till ordenssällskapet Bifrostorden, något som han gjorde på kort tid. Med hans egna ord "...blir det ett rekord i hastighetsåkning per skrivmaskin...".
Ossiannilsson ligger begravd på Uppsala gamla kyrkogård.

### Poesi
- Masker (Varia, 1900)
- Hedningar (Bonnier, 1901)
- Örnar (Bonnier, 1902)
- Svart och hvitt (Bonnier, 1904)
- Samlade dikter (1907), tolv volymer
- Dikter i urval (Bonnier, 1907)
- Orkester (Bonnier, 1907)
- Flygskeppet: en färd mellan tider och hjärtan (Bonnier, 1910)
- Fågel Fenix: en sagodikt (Bonnier, 1912)
- Lärkan: dikter i dur (Nordiska bokhandeln, 1913)
- Hemmet och hemlandet (Gleerup, 1915)
- Tidsdikter (Gleerup, 1916)
- Kärleksdikter (Åhlén & Åkerlund, 1918)
- Samlade dikter (Bonnier, 1920), fyra volymer
- Sång: nya dikter (Bonnier, 1925)
- Hjärtat sjunger: nya dikter (Bonnier, 1927)
- Valda dikter (Bonnier, 1934)
- Ensam: nya dikter (Bonnier, 1935)
- Frihetssången (Eklund, 1943)
- Den gamle och den unge: nya dikter (Bonnier, 1950)
- Dikter (Bonnier, 1954)

### Romaner
- Barbarskogen: en berättelse i klasskampens tecken (Bonnier, 1908)
  - Dansk översättning: Barbar-Skoven (1909)
  - Rysk översättning ingår i Fiordy: datskie, norvežskie, švedskie pisateli, Sbornik 3. Dikij les (1909)
  - Tysk översättning: Der Barbarenwald (1911)
- Slätten: en berättelse från brytningstider (Bonnier, 1909), filmatiserad 1944 som När seklet var ungt
- Havet (Bonnier, 1910)
- Prästgården: en julhistoria (Bonnier, 1911)
- Ödets man (Bonnier, 1912)
- En äventyrare (Bonnier, 1912)
- Lille Benjamin (Bonnier, 1913)
  - Dansk översättning: Lille Benjamin (1919)

- En ung mans väg (Bonnier, 1914), filmatiserad 1919 som En ung mans väg
  - Norsk översättning: En ung Mands Eventyr (1915)
- Prästens barn (Idun, 1914)
- Fattigherrskap (Bonnier, 1915)
- De tre systrarna (Åhlén & Åkerlund, 1917)
- Grevarna Andersson (1918?)
  - Dansk översättning: Greverne Andersson: Farceroman (1918)
- Bondlandet (Åhlén & Åkerlund, 1919)
- Prinsessan roar sig (Bonnier, 1921)
- Vad kvinnan vill (Bonnier, 1922)
- Förtrollningen (Bonnier, 1924)
- Fädernas arv (Bonnier, 1925)
- Göken (Bonnier, 1930)
- Smeden Bångs träta med Vår Herre (Bonnier, 1937)
  - Nederländsk översättning: Smid Bång en zijn strijd tegen onzen lieven Heer (1941)
- Den store vävaren (Svenska journalen, 1940)
- Livet måste levas (Bonnier, 1940)
- En gång skall förbannelsen vika … (Bonnier, 1942)
- Två skall man vara (Norden, 1944)
- Framgång: en skälmroman (Norden, 1945)
- Han låter sin sol uppgå (Lindqvist, 1946)
- Världen som sjönk (Eget förlag, 1947)
- En amazon på äventyr (Lindblad, 1957)
- Segernamnet: en roman om målaren Alexander Roslin (Lindblad, 1960)
- … en pojke med flax: en verkligt rolig och spännande roman med motiv från Malmö (Scania, 1965)

### Historiska romaner
- Gustavus Adolphus Magnus (Åhlén & Åkerlund, 1916)
- Hjortbröderna: historisk roman från konung Albrekts dagar (Bonnier, 1924)
- Amuletten: historisk roman från drottning Kristinas tid (året 1653) (Bonnier, 1930)
- En turk i Östersjön: historisk roman från Arvid Horns dagar (anno 1731) (Bonnier, 1931)
- Valter Gyllenclou’s roman: en släkthistoria (B. Wahlström, 1933)
- Dubbelgångaren: historisk roman från Karl XI:s förmyndarregering (året 1667) (Bonnier, 1935)
- Domedagsprofeten: historisk roman från Lennart Torstenssons krig 1644–1645 (Bonnier, 1936)
- I drottningens tjänst (Svenska journalen, 1937)
- Bröllopet på Arolsen: historisk roman från 30-åriga kriget (åren 1640–1641) (Bonnier, 1937)
- Bland helgon och skälmar (Bonnier, 1938)
- I rövarhänder (Bonnier, 1939)
- Drottningens hemkomst eller Ett skottårsfrieri på Johannisborg anno 1660 (1939)
- Jätten och dvärgen (Bonnier, 1940)
- Charlatanen: historisk roman från Gustav III:s dagar (Bonnier, 1941)
- En gammal herrgård (Saxon & Lindström, 1942)
- För henne och äventyret (B. Wahlström, 1950)
- Äventyrligt spel (B. Wahlström, 1951)
- Drottningens kurir (Saxon & Lindström, 1951)
- Junker Sten och kärleken (B. Wahlström, 1952)
- Drömmen och verkligheten (Framtiden, 1953)
- Kärlekens strider (B. Wahlström, 1954)
- Nils Dacke (Eklund, 1956)
- Riddarkedjan: historisk roman från 1520-talet (Lindblad, 1959)

### Novellsamlingar
- Marx Meyer på Warberg och andra berättelser (Bonnier, 1905)
- Brokiga bilder: skisser och äventyr (Bonnier, 1910)
- Asketer: noveller (Bonnier, 1911)
- Vackra Johanna och andra historier (Nordiska bokhandeln, 1913)
- Reskamrater: noveller (Bonnier, 1916)

### Pjäser
- Tigerhuden (1908)
- En modärn kvinna och andra dramatiska ting (1908)
- Thomas Thorild: historiskt skådespel i tre akter (Svenska andelsförlaget, 1917)
- Förrädare: socialt skådespel i fem akter: efter romanen Barbarskogen (Bonnier, 1917)
- Pappa: lustspel i en akt (Bonnier, 1935)
- Människor emellan: skådespel i en akt (Bonnier, 1935)
- Arvtanten: lustspel i en akt (Fritze, 1935)
- Ydrekungen: hembydsspel med sång i tre akter (Bonnier, 1936)
- En igelkott: lustspel i tre akter (Malmgren, 1945)
- Donatorn: komedi i tre akter (eget förlag, 1948)

### Ungdomsböcker
- Äfventyr: berättelser för ungt folk af alla åldrar (Bonnier, 1906)
- Kung Karl den unge hjälte (Åhlén & Åkerlund, 1914).
  - Senare utgåva i två volymer: Studenterna (Bonnier, 1960) och Drabanterna (Bonnier, 1961)
- Ulla-Britas kung: historisk roman från Gustav III:s första regeringsår (Bonnier, 1924)
- Törneriis till Tistelhult: historisk roman från drottning Kristinas dagar (Bonnier, 1924)
- Prinsessan av Sibirien (Bonnier, 1926)
- Tiderna: en bok för ungdom (Bonnier, 1927)
- Stora Mogul: historisk roman från Karl XI:s tid (Bonnier, 1929)
- Måns Bock och hans bussar (Bonnier, 1932–1934), tre volymer
- Lasse i gatan: historisk roman från Karl XII:s dagar (Bonnier, 1928)
  - Finsk översättning: Nuori leijona (1930)
- Gulddalen (Bonnier, 1942)
- I konungens tjänst: historisk roman från Karl IX:s tid (Bonnier, 1943)
- Bland tsarer och bojarer (Lindblad, 1958)
- Kung Gåtfull (Lindblad, 1961)
- Hertig Hårdhänt (Lindblad, 1962)

### Diverse
- Förteckning på i svenska språket förekommande umbärliga främmande ord och uttryck (1895)
- Amerikaner och byzantiner (Bonnier, 1905)
- En kritik över kritici (Bonnier, 1907)
- Reaktionen: en stridsskrift (Framtiden, 1914)
- När klockorna klämta: med landstormen, rön och funderingar (1914)
- Vem har rätt i världskriget? (Hjalmar Lundberg och Gösta Olzon, 1916)
  - Engelsk översättning: Who is right in the world-war? (1917)
  - Fransk översättning: Ou est le droit dans la grande guerre? (1917)
- Den nya boken (Framtiden, 1916)
- Sven Hedin – adelsman!: ett öppet brev (Svenska andelsförlaget, 1917)
  - Engelsk översättning: Sven Hedin, nobleman: an open letter (1917)
- Jesus från Nasaret: en skildring (Åhlén & Åkerlund, 1917)
- Belgiens fångknekt och Tysklands: ett ord till bägge landens vänner (Hjalmar Lundberg & Gösta Olzon, 1917)
- Lyriken (Thule, 1935) (Pennan. Skola för amatörförfattare; 10)
- Skall Hitler göra oss till patrioter? Skola vi provocera angrepp? (1938)
- O gamla klang- och jubeltid!: minnen från åren 1875–1914 (Bonnier, 1945)
- Under portar av sång: minnen från åren 1902–1939 (1946)

### Översättningar
- Peter Kropotkin: Inbördes hjälp (1903)
- Robert Browning: Pippa går förbi (Bonnier, 1907)
- Algernon Charles Swinburne: Atalanta i Kalydon (Atalanta in Calydon) (Bonnier, 1912)
- Samuel Pepys: Pepys’ dagbok (1660–1669): hans anteckningar om sig själv och den ”glade kungens” tider (urval, översättning och bearbetning; Wahlström & Widstrand, 1922)
- Joseph Addison: Sir Roger de Coverley: en liten roman (Wahlström & Widstrand, 1923)
- Pierre Corneille: Cid: tragedi i fem akter och på vers (i Världslitteraturen: de stora mästerverken, band 19, 1927)

### Dikter
- ”Proletär!”
- ”Ungdomsmarsch” (1903), melodi: ”Engelbrektsmarschen”
- ”En ny visa”
- ”Sveriges flagga” (1916), tonsatt av Hugo Alfvén
- ”Till en förtryckare”

## Priser och utmärkelser
- De Nios stora pris 1917
- De Nios stora pris 1919
- De Nios stora pris 1933